# 올레나 올레피렌코
올레나 이바니우나 올레피렌코(우크라이나어: Олена Іванівна Олефіренко, 1978년 4월 11일 ~ )는 우크라이나의 조정 선수이다. 2004년 하계 올림픽에서 쿼드러플 스컬 부문 동메달을 획득했으나 에타미반 양성 반응을 보이면서 대표팀 동료들과 함께 실격 처리되었다.

## 경력
르비우주 노보야보리우스크에서 태어났으며, 1995년에 조정을 시작했다. 1997년에 헤르 체육 고등학교를 졸업했고 2002년에 우크라이나 체육 대학교를 졸업했다.
2003년 이탈리아 밀라노에서열린 2003년 세계 선수권 대회 쿼드러플스컬 부문에서 5위를 했다.
2004년 그리스 아테네에서 열린 2004년 하계 올림픽에 우크라이나 국가대표로 참가했다. 올레나 모로조바, 야나 데멘티예바, 테탸나 콜레스니코바와 함께 쿼드러플스컬 경기에 출전하여 독일과 영국의 뒤를 이어 6분 34.31초의 기록으로 3위를 했다. 그러나 올레피렌코가 도핑 테스트에서 각성제의 일종인 에타미반 양성 반응을 보이면서 우크라이나 대표팀의 올림픽 동메달은 박탈되었다.
2007년 세계 선수권 대회에서는 4위를 했으며, 베이징에서 열린 2008년 하계 올림픽에서도 4위를 했다.